# Tadashi Shimada
Pour les articles homonymes, voir Shimada.
Tadashi Shimada (嶋田 忠, Shimada Tadashi, né en 1949) est un photographe japonais, lauréat de l'édition 1980 du prix de la Société de photographie du Japon, dans la catégorie « espoirs ».